# Яр Лихачівка
Яр Лихачівка (Волочаївка) — балка (річка) в Україні у Олександрійському районі Кіровоградської області. Права притока річки Дніпра (басейн Дніпра).

## Опис
Довжина балки приблизно 6,17 км, найкоротша відстань між витоком і гирлом — 5,38  км, коефіцієнт звивистості річки — 1,15 . Формується декількома струмками та загатами.

## Розташування
Бере початок на північно-східній стороні від села Серебряне. Тече переважно на північний схід через село Микільське і на південно-західній стороні від села Перехрестівка впадає у річки Дніпро (Кременчуцьке водосховище).

## Історія
- До створення Кременчуцької ГЕС балка впадала у річку Цибульник[1].

## Цікаві факти
- На балці існує газгольдер та декілька газових свердловин[3].

## Притоки
- Садовий - невеликий струмок, впадає у піденно-східній частині с. Микільське.[1][4]